# Sukhmalpur Nizamabad
Sukhmalpur Nizamabad là một thị trấn thống kê (census town) của quận Firozabad thuộc bang Uttar Pradesh, Ấn Độ.

## Nhân khẩu
Theo điều tra dân số năm 2001 của Ấn Độ, Sukhmalpur Nizamabad có dân số 35.327 người. Phái nam chiếm 54% tổng số dân và phái nữ chiếm 46%. Sukhmalpur Nizamabad có tỷ lệ 57% biết đọc biết viết, thấp hơn tỷ lệ trung bình toàn quốc là 59,5%: tỷ lệ cho phái nam là 65%, và tỷ lệ cho phái nữ là 46%. Tại Sukhmalpur Nizamabad, 20% dân số nhỏ hơn 6 tuổi.